# Исфисор
Исфисор (Исфисар, Исписор, Исписар) — крупное село в Гафуровском районе Согдийской области Республики Таджикистан. Центр одноименной сельской общины (джамоата).
В 1936 году из части села был образован райцентр — Гафуров.
Население — 35 447 человек, в основном узбеки.

## Уроженцы
- Гафуров, Бободжан Гафурович — таджикский историк, Герой Таджикистана.